# Augy (Yonne)
 Augy  es una población y comuna francesa que se encuentra en la región de Borgoña, departamento de Yonne, en el distrito de Auxerre y cantón de Auxerre-Est.

## Demografía
| 548 | 842 | 866 | 850 | 952 | 1066 |
| Para los censos de 1962 a 1999 la población legal corresponde a la población sin duplicidades (Fuente: INSEE [Consultar]) |     |     |     |     |      |